# Anarthrophyllum pedicellatum
Anarthrophyllum pedicellatum är en ärtväxtart som beskrevs av Soraru. Anarthrophyllum pedicellatum ingår i släktet Anarthrophyllum och familjen ärtväxter. Inga underarter finns listade i Catalogue of Life.